# Crime et Châtiment (Chenal, 1935)
Pour les articles homonymes, voir Crime et Châtiment (homonymie).
Pour plus de détails, voir Fiche technique et Distribution.
Crime et Châtiment est un film français réalisé par Pierre Chenal, sorti en 1935.
C'est une des adaptations du célèbre roman de Fiodor Dostoïevski.

## Synopsis
Rodion Raskolnikov (Pierre Blanchar) est un jeune étudiant de vingt-trois ans qui a dû interrompre ses études par manque d'argent. Après avoir dû mettre la montre de son père en gage chez l’usurière Aliona Ivanovna, il décide de mettre ses théories en application en l’assassinant pour débarrasser l’humanité de sa présence. À peine a-t-il mis son projet à exécution qu’il doit également exécuter la demi-sœur d’Aliona qui vient d’arriver et de découvrir le cadavre de sa sœur. Rodion se rend très bientôt compte qu’il y a loin de la théorie à la pratique et il a du mal à vivre avec l’idée de son crime, d’autant plus que le juge Porphyre (Harry Baur) paraît savoir intuitivement qu’il est l’auteur du crime et que Sonia Semionovna, une jeune fille forcée de se prostituer pour soutenir les besoins de son père alcoolique et dont il est tombé amoureux, agit comme sa conscience vivante. Petit à petit, Rodion se rend compte qu’il n’a pas d’autre choix que d’avouer son crime.

## Fiche technique
- Titre : Crime et Châtiment
- Réalisation : Pierre Chenal
- Scénario : Marcel Aymé, Pierre Chenal, Christian Stengel et Vladimir Strizhevsky d'après le roman éponyme de Fiodor Dostoïevski
- Dialogue additionnel : Marcel Aymé
- Décors : Aimé Bazin
- Photographie : Joseph-Louis Mundwiller, assisté de René Colas
- Montage : Galitzine
- Musique : Arthur Honegger
- Pays d'origine :  France
- Société de production : Général Production
- Chef de production : Christian Stengel et Michel Kagansky
- Format : Noir et blanc - Son mono - 1,37:1
- Genre : Drame
- Durée : 107 minutes
- Date de sortie : 
  - France : 15 mai 1935

## Distribution
- Harry Baur : le juge Porphyre Petrovitch
- Pierre Blanchar : Rodion Raskolnikov
- Madeleine Ozeray : Sonia
- Marcelle Géniat : Mme Raskolnikov, la mère
- Lucienne Le Marchand : Dounia
- Alexandre Rignault : Razoumikhine
- Magdeleine Bérubet : Aliona Ivanovna
- Aimé Clariond : Loujine
- Sylvie : Catherine Ivanovna
- Georges Douking : Nicolas
- Marcel Delaître : Marmeladov
- Paulette Élambert : Polia
- Catherine Hessling : Elisabeth
- Daniel Gilbert : Zamiatov
- Paul Asselin : le lieutenant Poudre
- Eugène Chevalier : le Borgne
- Geno Ferny : l'adjoint du commissaire
- Léon Larive : Koch
- Charles Lemontier : Pestriakov
- Claire Gérard : Nastassia
- Paul Bonifas
- Maurice Devienne
- Jean Gehret

## Autour du film
- Une autre adaptation de cette œuvre a été tournée la même année par Josef von Sternberg : Crime et Châtiment, mais Von Sternberg, qui avait tourné ce film parce qu’un contrat l’y obligeait, ne l’aimait pas. Il écrivit par la suite qu’il « n’avait pas plus de rapport avec le texte authentique du roman que le coin de Sunset Boulevard et Gower n’en avaient avec l’environnement russe[1] ».

## Distinctions
- Coupe Volpi pour la meilleure interprétation masculine à la Mostra de Venise pour Pierre Blanchar.